# Dioclea ruddiae
Dioclea ruddiae là một loài thực vật có hoa trong họ Đậu. Loài này được R.H.Maxwell miêu tả khoa học đầu tiên.